# Triaenodes wannonensis
Triaenodes wannonensis is een schietmot uit de familie Leptoceridae. De soort komt voor in het Australaziatisch gebied.